# Keep Out
Keep Out – minialbum szwedzkiej grupy Satanic Surfers. Wokalistą na tym wydawnictwie jest Ulf. W piosence Don't Skate on My Ramp głosu udziela także perkusista i późniejszy wokalista grupy Rodrigo.

## Lista utworów
1. "Miss Bigmouth"
2. "Sunshiny Day"
3. "End of the World"
4. "Dickweed"
5. "Hard to Be Yourself"
6. "My Decision"
7. "Arthead"
8. "Don't Skate on My Ramp"